# Calochortus panamintensis
Calochortus panamintensis là một loài thực vật có hoa trong họ Liliaceae. Loài này được (Ownbey) Reveal miêu tả khoa học đầu tiên năm 1977.